# Моше Даян
Моше́ Дая́н (івр. משה דיין; 20 травня 1915, кібуц Дганія, Бейрут, Османська імперія — 16 жовтня 1981, Тель-Авів, Ізраїль) — ізраїльський військовий та державний діяч. Рав Алуф (генерал-лейтенант, 1958). Міністр оборони Ізраїлю (1967—1974), начальник генерального штабу ЦАХАЛ (1953—1958), міністр закордонних справ (1977—1979), міністр сільського господарства (1959—1964). При Даяні, Ізраїль виграв чотири арабо-ізраїльські війни, в тому числі, блискуче Шестиденну війну.

## Біографія
Народився 20 травня 1915 року в кібуці Дґанія у Палестині, в родині Двори Затуловської та Шмуеля Китайгородського (Шмуеля Даяна), вихідців з України (м. Жашків, Черкаська область).
З 1921 року жив у мошаві Нахалаль, після закінчення початкової школи вступив до сільськогосподарської школи.
З 1929 року був членом «Гаґани». 1935 року одружився з Рут Шварц. У 1936—1939 роках служив у єврейських загонах палестинської поліції під керівництвом Іцхака Саді. 1939 року було заарештовано британською владою за незаконне володіння зброєю і до лютого 1941 року утримувався у в'язниці міста Акко.
По виході з в'язниці був призначений командиром роти (однієї з двох сформованих рот) у щойно організованого озброєного угруповання «Пальмах». У складі Пальмаху брав участь у бойових діях у Сирії та Лівані проти французьких вішистів, під час диверсій був поранений — бінокль, у який дивився Даян, був розбитий французькою кулею, втратив око. Нагороджений британським орденом «За видатні заслуги».
1946 року був делегатом сіоністського конгресу в Базелі.
У квітні 1948 року уклав угоду про співпрацю з друзами.
Під час Війни за незалежність Ізраїлю (14 травня 1948 — 7 січня 1949) майор Даян відзначився 14—19 травня при обороні Дґанії, де вдалося зупинити просування сирійців. У серпні він був призначений командувачем Єрусалимським фронтом.
У січні 1949 Даян брав участь у переговорах з королем Йорданії Абдаллою, брав участь у переговорах на острові Родос про мир з Єгиптом, Ліваном, Йорданією та Сирією.
У 1950—1953 роках Моше Даян командував Південним, потім Північним військовим округом Ізраїлю, навчався у вищій офіцерській школі у Великій Британії, очолив оперативний відділ Генштабу.
З 1953 по 1958 — начальник Генштабу армії оборони Ізраїлю. На цій посаді зіграв ключову роль у плануванні операції «Кадеш» (Суецька криза), що завершилася блискучим успіхом.
1959 року обраний депутатом Кнесету 4-го скликання від правлячої партії МАПАЙ, був депутатом Кнесету 4-10 скликань, займав пост міністра сільського господарства у 1959–1964.
1966 року був військовим кореспондентом у Південному В'єтнамі під час В'єтнамської війни.
У 1967—1974 роках — міністр оборони Ізраїлю.
У реальності Даян не встиг сильно вплинути на планування та хід Шестиденної Війни. Як міністр оборони, він розділив з головою уряду Ґолдою Меїр відповідальність за значні втрати у перші дні Війни Судного Дня (1973), бо відкинув пропозицію генштабу про мобілізацію армії та нанесення превентивного удару.
Незважаючи на войовничу репутацію, багато дій Даяна були спрямовані на умиротворення арабів: передача Храмової Гори під контроль ісламських релігійних організацій, повернення Синая Єгипту в обмін на мирний договір, підтримка ідеї відступу з територій Самарії, Юдеї та Гази.
У 1978–1979 роках — міністр закордонних справ, брав участь у виробленні Кемп-Девідських угод.
Хобі — археологія, колекціювання старожитностей.

## Твори
- Жити з Біблією [Архівовано 5 березня 2016 у Wayback Machine.]